# La Chute des hommes
Pour plus de détails, voir Fiche technique et Distribution.
La Chute des hommes est un film français réalisé par Cheyenne Carron et sorti en 2016.

## Fiche technique
- Titre : La Chute des hommes
- Réalisation : Cheyenne Carron
- Scénario : Cheyenne Carron
- Photographie : Prune Brenguier
- Décors : Bénédicte Walravens
- Costumes : Marina Massocco
- Son : Yohan Piaud
- Montage : Pierre-Yves Touzot
- Musique : Patrick Martens
- Pays d'origine :  France
- Production : Hésiode Productions
- Durée : 140 minutes
- Date de sortie : France - 23 novembre 2016

## Distribution
- Laure Lochet
- François Pouron
- Nouamen Maâmar
- Walid Afkir